# NGC 989
NGC 989 (również PGC 9762) – galaktyka soczewkowata (S0), znajdująca się w gwiazdozbiorze Wieloryba. Odkrył ją Francis Leavenworth 9 listopada 1885 roku.